# Stanisław Felczak
Stanisław Felczak SJ (ur. 27 stycznia 1906 w Krzemieniewie, zm. 9 maja 1942 w KL Dachau) – polski duchowny katolicki, ojciec zakonny z Towarzystwa Jezusowego, Sługa Boży Kościoła katolickiego.

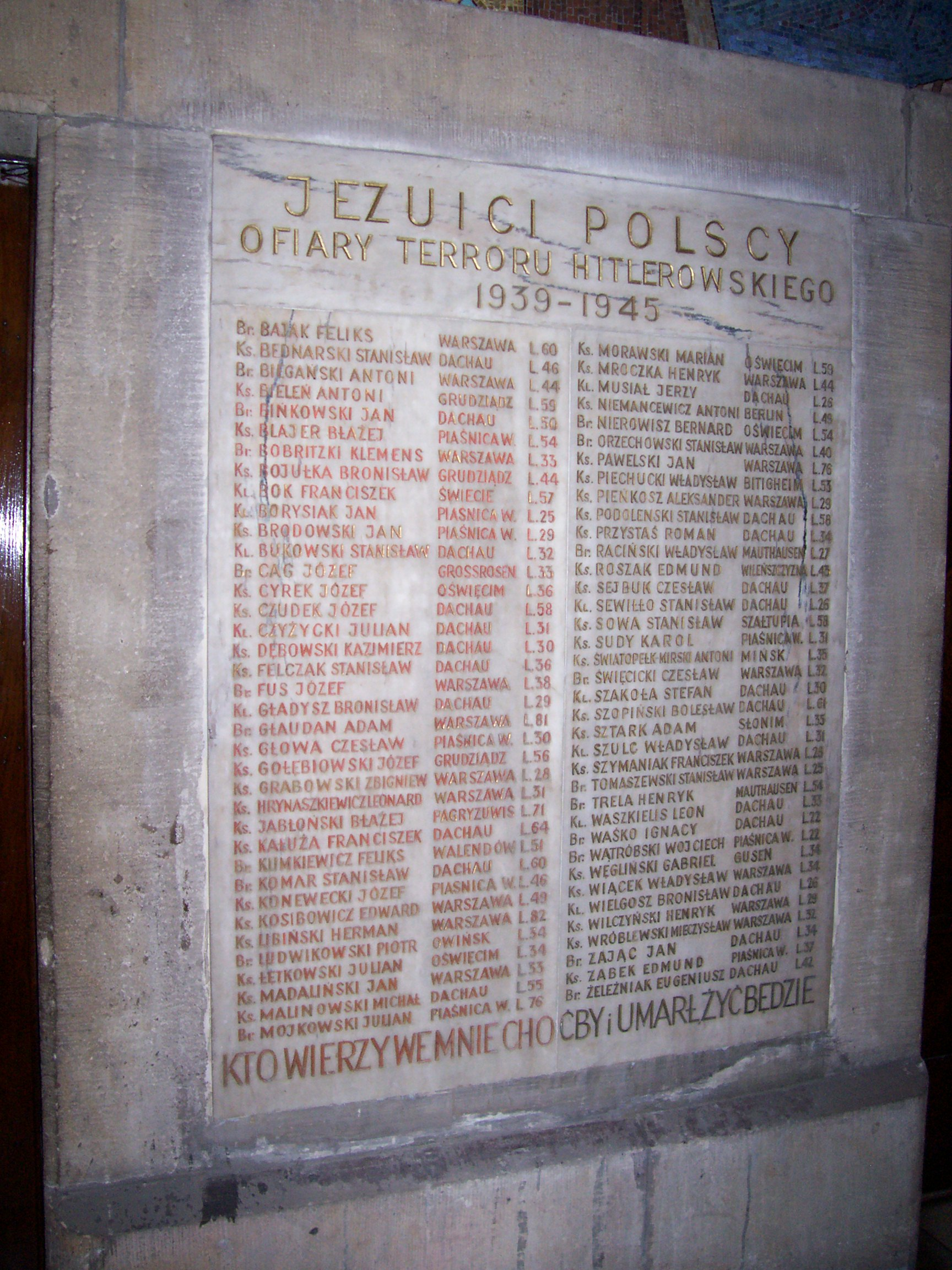
Tablica pamiątkowa umieszczona w bazylice Najświętszego Serca Pana Jezusa w Krakowie

Był wykładowcą teologii Wydziału Teologicznego „Collegium Bobolanum” w Lublinie. Po wybuchu II wojny światowej prowadził działalność duszpasterską do momentu aresztowania, które nastąpiło 2 lutego 1940 r. Znalazł się w drugiej grupie uwięzionych mieszkańców kolegium. Do 20 czerwca 1940 roku przetrzymywany był w więzieniu na Zamku w Lublinie, a następnie umieszczono go w niemieckim obozie koncentracyjnym Sachsenhausen (KL). 14 grudnia tegoż roku przewieziony został do obozu KL Dachau i zarejestrowany pod numerem obozowym 22407. Tam zatrudniony w tzw. „komandzie śmierci”, gestapowskim gospodarstwie doświadczalnym. Zamordowany, w ramach tzw. „eksperymentów medycznych”, śmiertelnym zastrzykiem 9 maja 1942 roku.
Jest jednym z 122 Sług Bożych, wobec których 24 maja 2011 roku zakończył się diecezjalny etap procesu beatyfikacyjnego drugiej grupy męczenników z okresu II wojny światowej - Henryka Szumana i 121 towarzyszy i pierwszym zamordowanym z dziewięciu Sług Bożych, o których beatyfikację zabiega Prowincja Wielkopolsko-Mazowiecka Towarzystwa Jezusowego.
Nazwisko Stanisława Felczaka znalazło się na tablicy upamiętniającej jezuitów - ofiary wojny i dyktatury komunistycznej w Nowym Sączu.